# LangMaker
LangMaker corresponde tanto a un software, un sitio web y una lista de discusión, todos creados por Jeffrey Henning; desde febrero de 2009 el sitio no ha funcionado correctamente.

## Software
El software LangMaker permite derivar vocabulario ficticio a partir de unas reglas dadas. Fue creado como una ayuda tanto a los ideolingüistas, como a escritores de ficción que deseen dar nombres ficticios, principalmente en obras de género fantástico.

## Sitio en Internet
El sitio en Internet LangMaker fue uno de los principales sitios de referencia sobre lenguas construidas.
El sitio es un sitio de autopublicación controlada, esto es que cualquier persona puede crear artículos sobre nuevas o viejas lenguas artificiales y el editor del sitio, Jeffrey Henning, sólo revisa que lo que se publica parezca ser una lengua artificial sin una valoración sobre la calidad o complexión de la misma.

## Lista de discusión
Existieron realmente dos listas de correo electrónico: Langmaker@yahoogroups.com y Langmaker2@yahoogroups.com .
La primera lista fue una lista de distribución, originalmente dedicada al software LangMaker, pero actualmente utilizada para anunciar novedades del sitio LangMaker.
La segunda fue una lista de discusión general sobre lenguas artificiales.